# Sepulcro del Doncel
El sepulcro del Doncel es la tumba de Martín Vázquez de Arce ubicada en la capilla de San Juan y Santa Catalina de la catedral de Sigüenza (Guadalajara, España). Se trata de una de las principales esculturas del gótico tardío español.
Fue encargada por su hermano, Fernando Vázquez de Arce, y, aunque se desconoce con exactitud el escultor, se le atribuye a Sebastián de Almonacid, que la realizaría en el taller que tenía en Guadalajara. La fecha de realización de este conjunto funerario es entre 1486, año de la defunción del Doncel, y 1504, en que sale citado en el testamento de su padre como ya realizado en la capilla de la catedral. Azcárate Ristori data su erección en los años 1490-1491, a lo sumo extendiendo esta fecha hasta 1495.

## Descripción

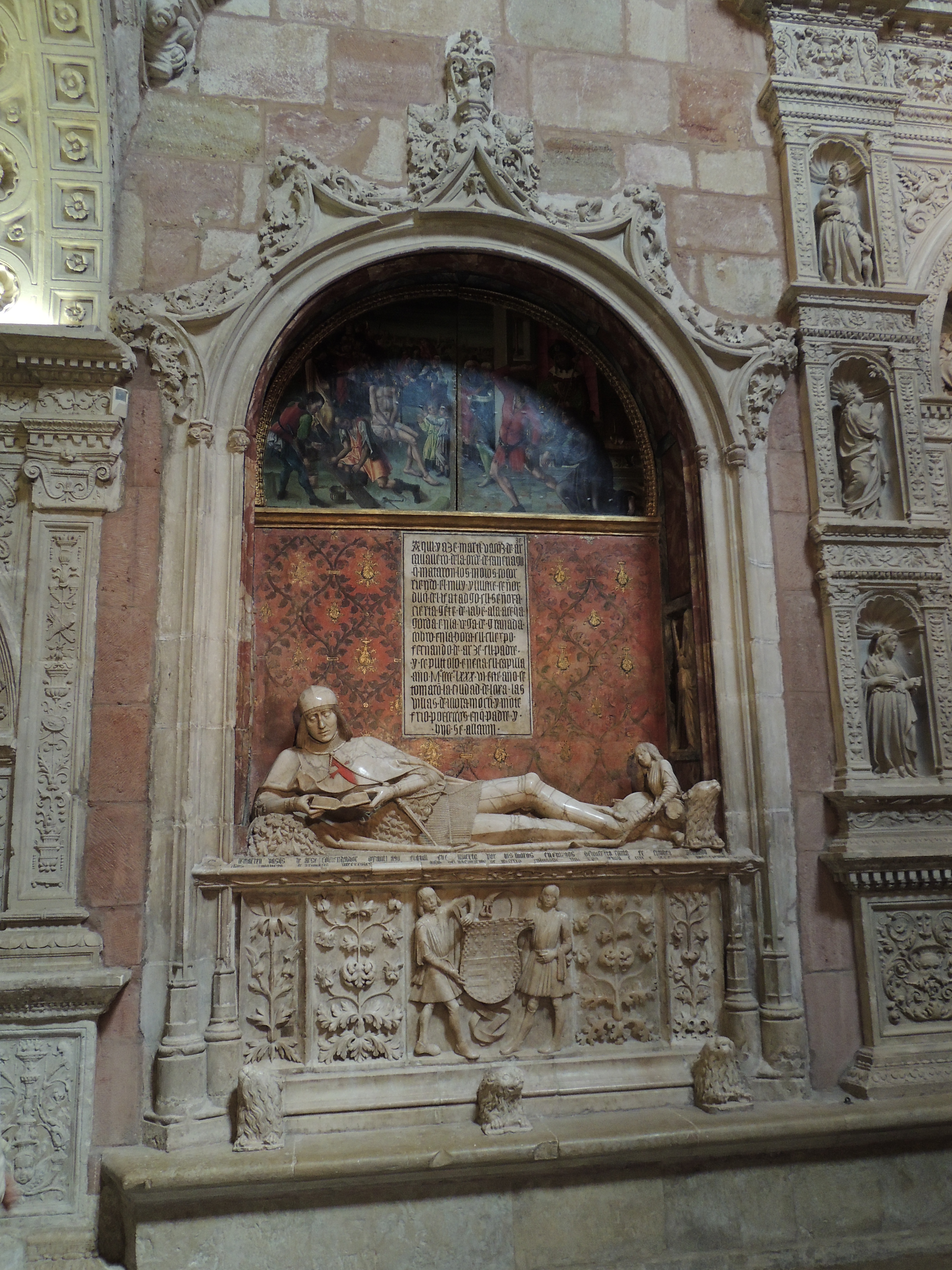
Sepulcro de Martín Vázquez de Arce.

El sepulcro, colocado sobre tres leones, está bajo una hornacina en arco de medio punto, con la estatua del Doncel en alabastro. Lo que más resalta es que no es una figura yacente, dormida, sino que se encuentra recostado, con una pierna sobre la otra y apoya el brazo medio incorporado, en actitud de leer un libro que sostiene abierto en sus manos. La iconografía habitual durante la Edad Media reserva los libros a personajes eclesiásticos, por lo que su uso en este caso puede considerarse una innovación, relacionada con el aumento de la literatura profana desde la crisis bajomedieval y la invención de la imprenta (presente en España desde 1472, con el Sinodal de Aguilafuente), aunque la difusión de la lectura que trajeron los libros de caballerías es posterior.
Aparece enfrascado en la lectura de un libro mientras descansa de un ejercicio militar, con las piernas protegidas por su armadura, graciosamente cruzadas. La figura está vestida con armadura y con la cruz de Santiago en el pecho, pintada en rojo destacando sobre el blanco del alabastro. Se aprecia el puño de una espada y un pequeño puñal en la cintura. La cabeza está cubierta con un bonete que se le adapta totalmente. Aparecen a sus pies, cerrando la composición, un niño o paje apenado y un animal. En el frente del sepulcro dos pajes sujetan el escudo de armas y se encuentra ornamentado con delicadas tallas en candilieri. Toda la obra está policromada.
En la parte inferior de la hornacina, sobre el propio sepulcro, reza la siguiente inscripción:

Aquí yaze martí vasques de arce - cauallero de la orden de sanctiago - q mataron los moros socorriendo - el muy yllustre señor duque del ifantadgo su señor - a cierta gente de jahén a la acequa - gorda en la vega de granada - cobro en la hora su cuerpo fernando de arce su padre - y sepultolo en esta su capilla - año MCCCCLXXXVI. Este año se tomaron la ciudad de loxa. - Las villas de illora mocli y mote frio - por cercos en q padre y hijo se allaron
Anónimo